# Despina Olympiou
Despina Olympiou řecky Δέσποινα Ολυμπίου [ˈðespina oliˈmpi.u]IPA nebo [ˈðespina oliˈbi.u]IPA, známá také jako Dena Olympiou je populární kyperská zpěvačka, která je dobře známa jak na Kypru, tak i v Řecku. Reprezentovala Kypr na Eurovision Song Contest 2013 ve švédském Malmö, kde se jí s písní "An Me Thimase" nepodařilo postoupit do finále.

## Mládí a vzdělání
Despina se narodila a vyrostla v kyperském Limassolu. Později se odstěhovala do Londýna a absolvovala Trinity College of London, kde studovala hru na klavír a hudební teorii.

## Kariéra

### 1992–2001: Začátek kariéry
Svou hudební kariéru započala v roce 1992. O rok později se přestěhovala do Atén, kde spolupracovala s Yiannisem Pariosem. Despina také spolupracovala také s řeckými umělci, včetně Harise Alexiouse, Michalise Hatzigiannise, Dimitrise Mitropanose či Mimise Plessase.
Poprvé se objevila na albu George Sarriho Ftaine oi Aponoi Kairoi s písní "I kounia mas". Podílela se i na jeho dalších nahrávkách či na albu Pandelise Thalassinose, kam nahrála čtyři písně.
V roce 2003 vydala debutové album Ton Mation sou i Kalimera.

### 2002–2006: Universal Music, Vale Mousiki, Exoume Logo a Auto Ine Agapi
V roce 2002 začala nahrávat se společností Universal Greece. O rok později začala spolupracovat Michalisem Hatzigiannisem, s nímž nahrála duet "Na 'soun allios". Singl obdržel platinové ocenění. Následně Despina vydala alba Exoume Logo (2004) a Auto ine Agapi (2005).

### 2007–2012: Pes to Dinata, Mazi Xorista, Mia stigmi
Na jaře 2007 vydala CD singl "Pes to Dinata", který se na Kypru i v Řecku těšil značné oblibě.
Album Mazi Xorista (2008) vydala opět ve spolupráci s Michalisem Hatzigiannisem. Bylo oceněno platinovou deskou. Tentýž rok získala Despina cenu MAD Award za píseň "O paradisos"
O dva roky později následovalo album Mia stigmi, oceněné zlatou deskou a chválou ze strany veřejnosti i kritiky. Obsahovalo hity "Pano stin agapi", "Adynamia" a baladu "Mi m'agapas".
V roce 2012 Despina nahrála s řeckým rapperem Stereo Mikem singl "Den s' afino apo ta matia mou", který sklidil ohlas v Řecku i na rodném Kypru.

### 2013: Eurovision Song Contest
1. února 2013 kyperský veřejnoprávní vysílatel CyBC oznámil, že Despina bude reprezentovat Kypr na Eurovision Song Contest 2013 v Malmö. O dva týdny později byla představena soutěžní píseň "An me thimasai". Součástí PR kampaně byly anglická a španělská verze. V prvním semifinále 14. května Kypr nepostoupil do finále - obsadila 15. místo se ziskem 11 bodů.